# Le Roman du dimanche
Le Roman du dimanche est une collection créée par les éditions Tallandier en 1931 sous le nom de la Librairie contemporaine (75 rue Dareau Paris).

## Liste des titres
- 1 Le Cœur aux enchères par André Star
- 2 Roses blanches par Paul Rouget
- 3 La Petite Vivandière par Georges Spitzmuller
- 4 Amour et Gangsters par Georges Le Hunier
- 5 Le Bel Amour d'une morte par René Vincy
- 6 La Destinée de Marie-Rose par Yan
- 7 Mon cher amour par Georges Salin
- 8 Le Trottin par André de Bréville
- 10 L'Appel du berceau par André Star
- 11 Savoir aimer par Madeleine Ozy
- 12 Cœur en péril par Jean Bouvier
- 13 Péril d'amour par Gille Cordouan
- 15 Pour son baiser par Léonce Prache
- 16 le Trop Beau Rêve par Félix Leonnec
- 17 Reviens ! Reviens ! ma bien-aimée par Pierre Lavaur
- 18 Cousine Yette par Georges de Puvenel
- 19 Le Cœur de Monique par Job de Roincé
- 20 Cœur inconstant par Paul Darcy
- 21 Être aiméepar Georges Steff
- 22Le Gendre de M. Bellin par Michel Nour
- 23 L'Unique Bonheur par Félix Leonnec
- 24 Qui aimes-tu ? par Jean Tranchant
- 25 De la brune à la blonde par Georges Salin
- 26 Une délaissée se vengea par René Vincy
- 27 Erreur tragique par Paul de Garros
- 28 Un drame par T. S. F. par Pierre Lavaur
- 29 L'Empreinte révélatrice par Henri Bussières
- 30 Baptistine par André de Bréville
- 31 Le Double Amour par Léo Dartey
- 32 Le Premier Sourire par Madeleine Ozy
- 33 Le Mystère des trois baignoires par Pierre Olasso
- 34 Souris d'hôtel par Pierre Mariel
- 35 Sous le soleil brésilien par Georges Le Hunier
- 36 Pourquoi ? par Raoul Le Jeune
- 37 Le Crime du rapide de Rouen par Paul Braydunes
- 38 Tu reviendras par Jean Tranchant
- 39 Une émeraude et un cœur par Willie Cobb
- 40 le Dépit d'être riche par Rodolphe Bringer
- 41 la Raison du cœur par Marcel Idiers
- 42 Mari d'un jour par Claude Syrvall
- 43 Après l'expiation par Félix Leonnec
- 44 Candeur et Traîtrise par A. Fougereuse
- 45 Nous avions fait un beau rêve par Michel Nour
- 46 L'Amour oublié par Léonce Prache
- 47 l'Affaire du ″Rutilant-Palace″ par Claude Ascain
- 48 l'Echelle de sauvetage par Paul de Garros
- 49 l'Aventure de Claude par Léo Dartey
- 50 Dans l'erreur par Anne Osmont
- 51 les Fiançailles d'une Catherinette par Gille Cordouan
- 52 la Tragique Aventure d'Yvonne par René Duchesne
- 53 Un pacte avec le bonheur par Paul Darcy
- 54 Suprême Adieu par Félix Leonnec
- 55 La Rose dans les cyprès par Rodolphe Bringer
- 56 La Désespérée par Marcel Idiers
- 57 La Petite Bague par André de Bréville
- 58 Une femme passe par Georges Salin
- 59 Fleur de beauté par Pierre Lavaur
- 60 Sur la route du bonheur par Léonce Prache
- 61 Le Crime mystérieux du ″Cheval blanc″ par Pierre Olasso
- 62 Pour défendre son amour par Line Deberre
- 63 La Farandole par Mme Stanislas Meunier
- 64 L'Amoureux d'Emmeline par Claude Syrvall
- 65 O mon bel inconnu par Fabius Sordello
- 66 Le Coq doré par Géo Cahen et H. G. Viot
- 67 La Chambre ardente par André Star
- 68 Séduire. Détruire par Madeleine Ozy
- 69 Ton amour, c'est toute ma vie par Léonce Prache
- 70  L'Impossible Oubli par Jacques Faure
- 71 L'Irrésistible par Clotilde Lairesse
- 72 L'Affaire du bois de la Fondèche par Claude Ascain
- 73 La Roue de la mort par Pierre Mariel
- 74 Fin de cauchemar par Félix Leonnec